# 山田弥希寿
山田 弥希寿（やまだ みきとし、1993年6月17日 - ）はフリーアナウンサー。山陰放送及び文化放送の元アナウンサー。

## 来歴・人物
広島県広島市出身で、広島県瀬戸内高等学校（私立）、広島修道大学法学部を卒業した。
小学校から高校まで野球を経験し、一貫して外野手で打順の2番を担った。
高校の硬式野球部時代の2学年後輩に、オリックス・バファローズ投手の山岡泰輔がいる。
広島を中心に活動するあいテレビ元アナウンサーで、現在はフリーアナウンサーの江本一真は、大学生時代から親交がある。
2016年4月に山陰放送に入社し、2020年3月に退社した。
帰郷の意向を示していたが、4月に契約アナウンサーとして文化放送へ入社した。
2020年6月26日にRKB毎日放送へ裏送りで委託制作された埼玉西武ライオンズ対福岡ソフトバンクホークス戦中継で、ベンチリポーターを務めた。
9月24日に西武対北海道日本ハムファイターズ戦中継（いずれもメットライフドーム）で実況と、それぞれを初めて担当した。
10月1日からアナウンス部長の太田英明が編成局長とアナウンサーの兼務となり、太田と砂山圭大郎の担当番組それぞれの一部を引き継いで、スポーツ関連以外の番組にレギュラー出演した。
2023年3月2日放送の『おとなりさん』で、同年3月末で同社を退社しフリーになることを公表した。
同時に横浜DeNAベイスターズのスタジアムDJに就任することも発表した。
同年4月以降も、野球中継などを含む文化放送の番組にも引き続き出演する。フリーへの転身以降、媒体によっては平仮名表記の「山田みきとし」表記で活動する場合がある。
2023年12月22日に、第一子となる長女が誕生したことをInstagramで公表した。

## 現在の担当番組
- 上地由真のワンダーユーマン（文化放送、2020年11月16日 - 毎週月曜日放送）毎月第１月曜日以外の放送日の上地のアシスタント。
- 文化放送制作→地方局裏送り用のプロ野球中継（北海道放送・朝日放送ラジオ・山口放送・RKB毎日放送・九州朝日放送向け。DeNA戦がビジターであるか試合がない場合で、日程の支障をきたさない範囲での出演）
- プロ野球ニュース（フジテレビONE）

## 過去の担当番組

### 学生時代
テレビ
- ランキンLand!（中国放送、2013年2月 - 2016年3月） - 「アナウンサーになりたい大学生レポーター」として出演

### 山陰放送時代
- まいどっ♪（2016年10月 - 2019年9月）
- 生たまごBang!（2016年10月 - ？）
- BSSニュース

ラジオ
- ビタミン! Saturday（2016年10月 - 2018年3月）
- 午後はドキドキ!（木曜日、2018年4月 - 2020年3月26日）
- BSSニュース
- 以下は不定期担当。
  - 音楽の風車
  - Mポイント546
  - ニチナビ!
  - サンセット・ロード

### 文化放送時代
- 文化放送ライオンズナイター（2020年 - 2022年）[11]
- 文化放送ライオンズナイタースペシャル「がんばれ山田！獅子奮迅」（2020年4月 - 6月）[12]
- 岩本勉のまいどスポーツ（2020年10月5日 - 2022年3月21日）
- 壇蜜の耳蜜（2020年11月2日 - 2023年3月）
- 菊池桃子のライオンミュージックサタデー（2021年4月3日 - 2022年3月26日）
- カラフルレンズ（2021年9月30日 - 2022年3月24日）- 木曜日パーソナリティ
- 氷川きよし 限界突破RADIO（2022年4月4日 - 同年12月30日）
- おとなりさん（2022年4月7日 - 2023年3月30日）- 木曜日アシスタント
- 山田弥希寿のBeautiful Memories 〜青春の旅立ち〜（2023年3月27日 - 同年3月31日）[13]